# Tegghiaio Aldobrandi
Tegghiaio Aldobrandi (Lucca, 1195 – Lucca, 1262) è stato un politico italiano, figlio di Aldobrando Adimari.

## Biografia
Fu podestà di San Gimignano su mandato imperiale e podestà di Arezzo (1256); combatté nella battaglia di Montaperti come guelfo. Egli aveva sconsigliato di attaccare Siena, ma il suo consiglio non fu ascoltato e fu la sconfitta della sua fazione. Sebbene tacciato di usura, i cronisti antichi ce lo indicano come "cavaliere di grande animo (…) e di grande sentimento in opera d'arme". Morì in esilio a Lucca nel 1262.

## Citazione nella Divina Commedia
La sua fama è dovuta soprattutto alla citazione che ne fa Dante Alighieri nell'Inferno (XVI, vv. 40-42) ponendolo fra i tre fiorentini che egli immagina di incontrare nel girone dei sodomiti (ovvero dei "violenti contro natura") nella schiera degli uomini d'arme e politici assieme a Jacopo Rusticucci e a Guido Guerra.
(vv. 40-42)
La sua figura era stata già preannunciata tra i "grandi" ch'a ben far puoser li 'ngegni citati da Dante nell'episodio di Ciacco (Inf. VI, 77-81) e che con costernazione il poeta troverà tra le anime "più nere" punite all'Inferno, a sottolineare come la fama in vita non sia sufficiente a guadagnarsi la salvezza.